# منفذ عرعر الحدودي
منفذ عرعر الحدودي هو منفذ عراقي حدودي بري في محافظة الأنبار في غرب ناحية النخيب المتاخمة لمحافظة عرعر في شمال شرق السعودية، يقابل منفذَ عرعر الحدودي العراقي منفذُ جديدة عرعر السعودي، ومساحتهما معاً 1.6 مليون متر مربع، قال عباس البغدادي في كتابه (بغداد في العشرينات) "وفي أواخر الثلاثينات أكملت الحكومة العراقية مع السعودية تهيئة طريق كربلاء - عرعر - السعودية ثم الديار المقدسة"، وقالت خلود العامري في مقال منشور سنة 2019 إن المنفذ "افتُتح في ستينات القرن الماضي كمعبر رسمي"، وأُغلقَ منفذ عرعر الحدودي بسبب انقطاع العلاقات الدبلوماسية بين السعودية والعراق بعد الاحتلال العراقي للكويت في 2 آب سنة 1990، وظل المنفذ منذئذٍ مغلقاً إلا لمرور الحجاج حتى سنة 2013 حين افتتحَ جزئياً، ثم أُغلق بعد سيطرة تنظيم الدولة (داعش)، ثم افتتح يوم 18 تشرين الثاني سنة 2020، حين أعلنت هيأة المنافذ الحدودية العراقية عن افتتاح منفذ عرعر الحدودي العراقي، يصل إلى المنفذ طريقان رئيسيان أحدهما طريق رقم 13 بادئاً من مدينة كربلاء ومسافته من كربلاء إلى منفذ عرعر 380 كيلومتراً، وكان هذا الطريق غير معبّد حتى أواخر سنة 1980، والطريق الآخر من طريق الكيلو 160 من منتصف محافظة الأنبار، يلتقى الطريقان في مدينة النخيب، حيث يصل طريقها إلى منفذ عرعر، وفي 25 كانون الأول سنة 2011 بُدئ بمشروع طريق حج جديد مستقيم مختصر طوله 167 كيلومتراً يبدأ من منطقة الكيلو 12 غرب مدينة الرمادي حتى يتصل بطريق كربلاء قبل 12 كيلومتراً من شرق النخيب، فيتحد في طريق كربلاء إلى النخيب ثم عرعر. وفي تسعينات القرن العشرين صار اسم المُجمع مجمع أم المعارك الحدودي.

## زيارة المعتمرين
في يوم 6 أيلول سنة 2022 أعلنت إمارة منطقة الحدود الشمالية في السعودية عن استقبال عراقيين زائرين للعمرة من الطريق البري عبر منفذ جديدة عرعر، وكان منفذ عرعر قبلئذٍ مقتصراً على دخول الحجاج من العراق لمدة أكثر من ثلاثين سنة، وكان المعتمرون العراقيون يذهبون إلى السعودية جوّاً فقط.
| مديرية منفذ عرعر    |
| مركز الكمرك المدني  |
| مركز الكمرك العسكري |
| مركز الشرطة         |
| الاستخبارات         |
| الجوازات والإقامة   |
| المركز الصحي        |
| الجامع              |
| سيطرة الدخول        |
| دائرة المشرف العام  |
| سيطرة المغادرة      |
| المستودع            |
| الأمن الوطني        |
| دائرة الكهرباء      |
| المصرف              |
| الاتصالات           |